# Crise militar no Brasil em 2021

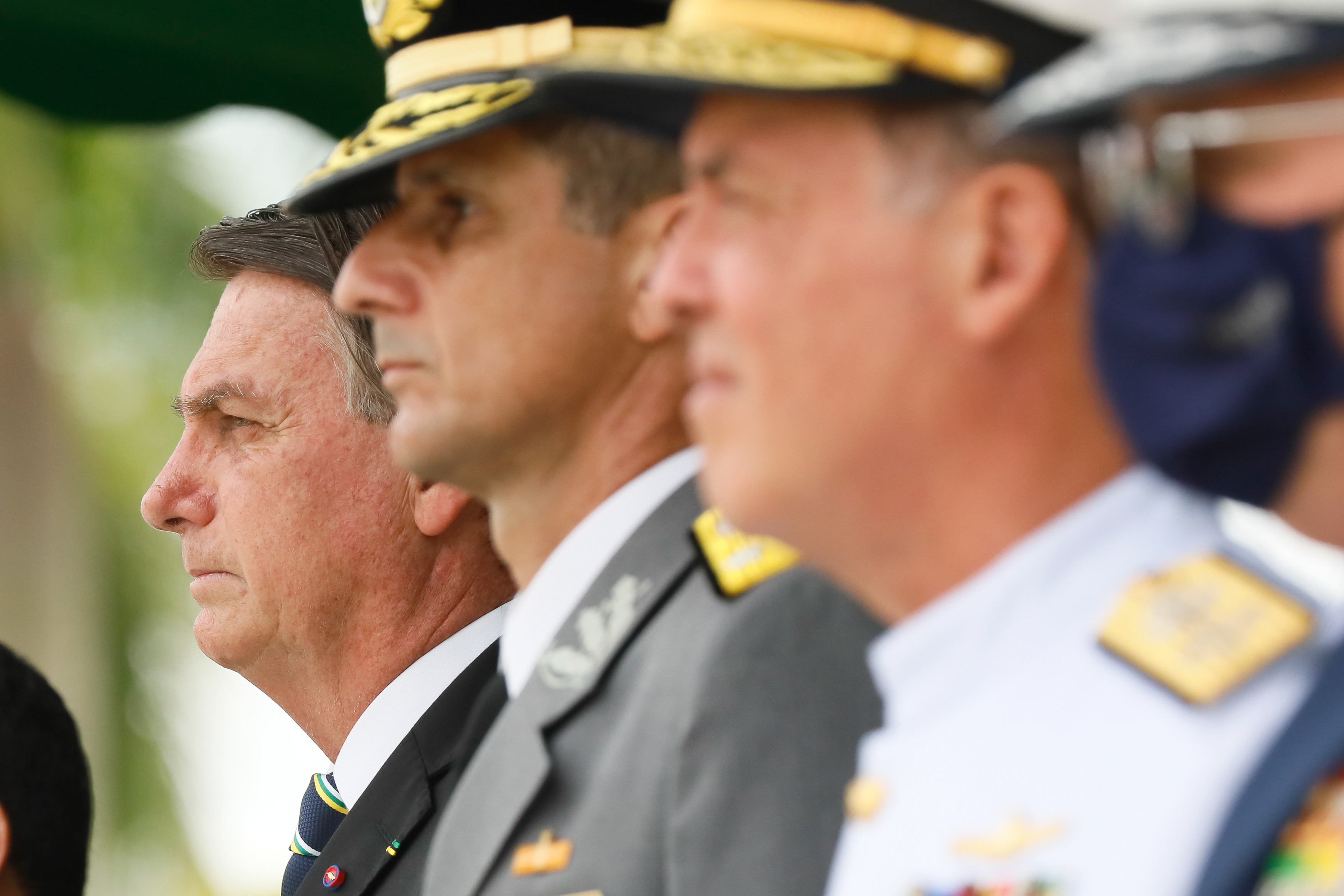
O presidente Jair Bolsonaro e autoridades militares, em dezembro de 2020

Uma crise militar foi desencadeada em março de 2021 quando as mais altas autoridades militares brasileiras renunciaram como resposta às tentativas do presidente Jair Bolsonaro de politizar as Forças Armadas. Desde o início de seu governo, Bolsonaro nomeou uma quantidade sem precedentes de militares para funções de caráter civil, buscando receber, em troca, apoio dos militares, inclusive por meio de manifestações públicas favoráveis às políticas de seu governo e contrárias às medidas adotadas pelos governadores para o enfrentamento da pandemia de COVID-19, além da defesa da decretação do Estado de Defesa, como forma de aumentar seus poderes.
Em 29 de março, após ser demitido pelo presidente, o ministro da Defesa Fernando Azevedo e Silva  declarou ter preservado as Forças Armadas como "instituições de Estado." No dia seguinte, os comandantes Edson Pujol (Exército), Ilques Barbosa (Marinha) e Antonio Carlos Moretti Bermudez (Aeronáutica) resignaram, em um ato inédito na Nova República. A renúncia coletiva dos comandantes buscou demonstrar a contrariedade a qualquer interferência política dos militares. No entanto, a crise gerou preocupações relacionadas à politização das Forças Armadas e à possibilidade de o presidente Bolsonaro planejar um autogolpe.

## Contexto

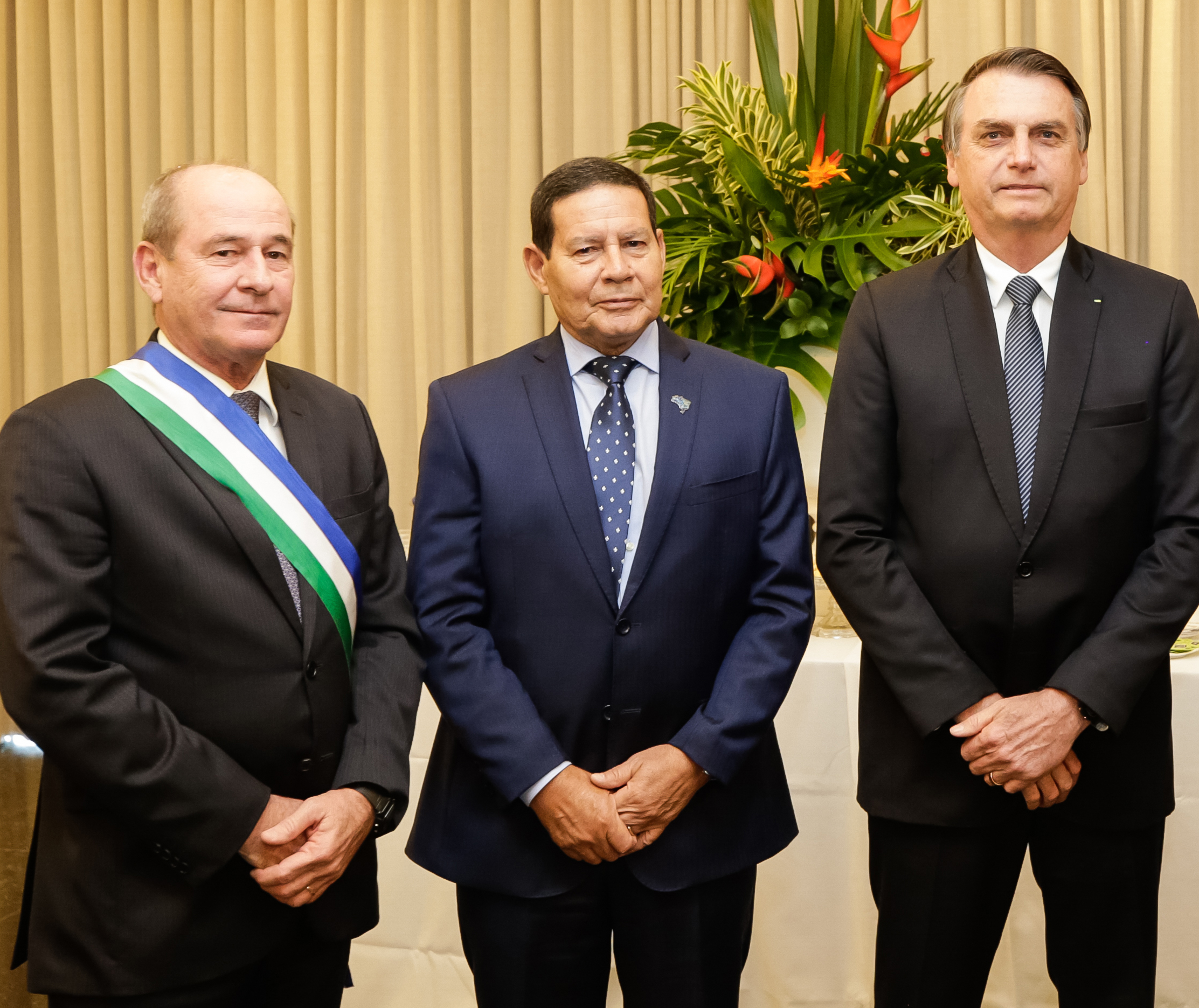
O ministro da Defesa Fernando Azevedo e Silva, o vice-presidente Hamilton Mourão e o presidente Bolsonaro, em junho de 2019

Empossado em janeiro de 2019, o novo presidente Bolsonaro, um capitão reformado e notório defensor da ditadura militar, conferiu às Forças Armadas um espaço inédito na administração pública federal durante os governos pós-redemocratização. Ao mesmo tempo, o presidente exaltou reiteradamente as ações dos governos militares, determinando a realização de comemorações pelo golpe de Estado de 1964, afirmando que "democracia e liberdade só existem quando Forças Armadas querem" e atacando continuadamente as instituições da República, como o Congresso Nacional e o Poder Judiciário, que "resistiram ao ataque, com forte apoio público."
A partir de 2020, com o avanço da pandemia de COVID-19, Bolsonaro adotou uma postura negacionista e "caótica", sendo um dos poucos líderes mundiais a minimizar as consequências da doença. Contrário às medidas de isolamento adotadas pelos governadores nos estados, argumentando que eram prejudiciais para a economia, Bolsonaro recorreu ao Supremo Tribunal Federal para derrubá-las, mas a corte rejeitou suas alegações mais de uma vez, em 2020 e 2021, por conta da competência concorrente entre municípios, estados e União para a definição de políticas relativas à saúde pública prevista pela Constituição Federal.
Diante das decisões do STF, Bolsonaro afirmou falsamente que não poderia tomar alguma atitude contra a pandemia. Em agosto de 2020, a revista Piauí relatou que, em maio daquele ano, durante uma das piores crises entre o Executivo e o Judiciário, Bolsonaro queria mandar tropas para o STF pois acreditava que os ministros estavam passando dos limites em suas decisões e diminuindo sua autoridade; os ministros seriam substituídos. O presidente eventualmente desistiu da ideia após o general Augusto Heleno publicar uma nota crítica ao STF.
Sob o governo Bolsonaro, o orçamento das Forças Armadas registrou uma alta histórica. Na reforma da Previdência de 2019, Bolsonaro atuou para manter benesses para os militares, como reajuste e o direito de aposentadoria com o último salário. Em contrapartida, o presidente esperava angariar maior apoio e manifestações de lealdade dos militares, que deveriam se envolver diretamente com as políticas de governo. Em 2021, Bolsonaro passou a exigir que o comandante do Exército, Edson Pujol, tivesse uma postura semelhante ao antigo comandante Eduardo Villas Bôas, que criticava adversários políticos do presidente nas redes sociais, como o ex-presidente Luiz Inácio Lula da Silva. Bolsonaro tentou demitir Pujol, mas o ministro da Defesa, Fernando Azevedo e Silva, se recusou a fazê-lo.

Meu Exército não vai para a rua obrigar o povo a ficar em casa

Bolsonaro sobre as medidas restritivas adotadas pelos governadores para conter o avanço do COVID-19, em 8 de março de 2021
Em março de 2021, a pandemia se agravou, a popularidade de Bolsonaro caiu e aumentou a rejeição de Bolsonaro no que diz respeito à sua gestão do combate à pandemia. No mesmo mês, o presidente questionou junto ao STF normas de restrição de atividades decretadas por governadores, sob o argumento de que caracterizavam medidas de exceção, como Estado de Defesa e Estado de Sítio, que só podiam ser decretadas por ele. A ação foi rejeitada pela mais alta corte. Ao observar a ação proposta, o professor de direito Wallace Corbo opinou: "Com essa ação no STF o que ele tenta fazer é, por um lado afastar a responsabilidade dele pelo estado de crise e, por outro, legitimar a atuação dele caso queira no futuro decretar um estado de sítio para conter críticas e conter a oposição."
De acordo com informações relatadas por militares, Bolsonaro propôs ao ministro Azevedo e Silva que as Forças Armadas pressionassem o Congresso para que o Estado de Defesa fosse aprovado, uma ideia que Azevedo e Silva rejeitou. Em março de 2021, Bolsonaro negou a Luiz Fux, presidente do STF, que tivesse a intenção de decretar Estado de Sítio. No entanto, no mesmo período, o gabinete do presidente Bolsonaro enviou ofício a diversos órgãos da administração pública para que analisassem uma representação que sugeria a decretação de Estado de Defesa e a intervenção federal em governos estaduais, supostamente para apurar desvios de recursos públicos. O envio do documento foi considerado "apenas uma praxe" por auxiliares da Presidência.

## Eventos
Em 29 de março, Bolsonaro demitiu Azevedo e Silva do cargo de ministro da Defesa, substituindo-o pelo general Walter Braga Netto, ministro-chefe da Casa Civil. Em nota, Azevedo e Silva afirmou ter preservado "as Forças Armadas como instituições de Estado" e que deixava o cargo com a "certeza da missão cumprida." No mesmo dia da demissão, Azevedo e Silva assegurou a autoridades, incluindo a Fux e ministros do STF, que não haveria riscos de um rompimento institucional pois as Forças Armadas estavam "comprometidas com o estado democrático de direito."
As relações entre o presidente e o ministro da Defesa haviam se deteriorado nos últimos meses, mas o jornal O Estado de S. Paulo relatou que a "gota d'água" para a substituição teria sido uma entrevista concedida pelo general Paulo Sérgio em que comparou as ações efetivas do Exército na pandemia com as ações do presidente. A interlocutores, Azevedo e Silva afirmou que estava "desconfortável no governo" e que havia uma pressão para que as Forças Armadas se envolvessem na política, o que não aceitava fazer, culminando em seu afastamento.
A demissão de Azevedo e Silva surpreendeu os comandantes das Forças Armadas, chefiadas por Edson Pujol (Exército), Ilques Barbosa (Marinha) e Antonio Bermudez (Força Aérea). Em 30 de março, Braga Netto se reuniu com os três comandantes para dispensá-los, que já estavam decididos a deixarem os cargos em solidariedade à Azevedo e Silva, que consideravam "competente e sensato." Com a renúncia do ministro da Defesa, os comandantes decidiram que "não dariam nenhum passo que pudesse violar a Constituição ou caracterizar interferência em medidas tomadas por governos estaduais durante a pandemia de COVID-19", assim como "deixaram claro que jamais concordariam com ingerência no Legislativo e no Judiciário."

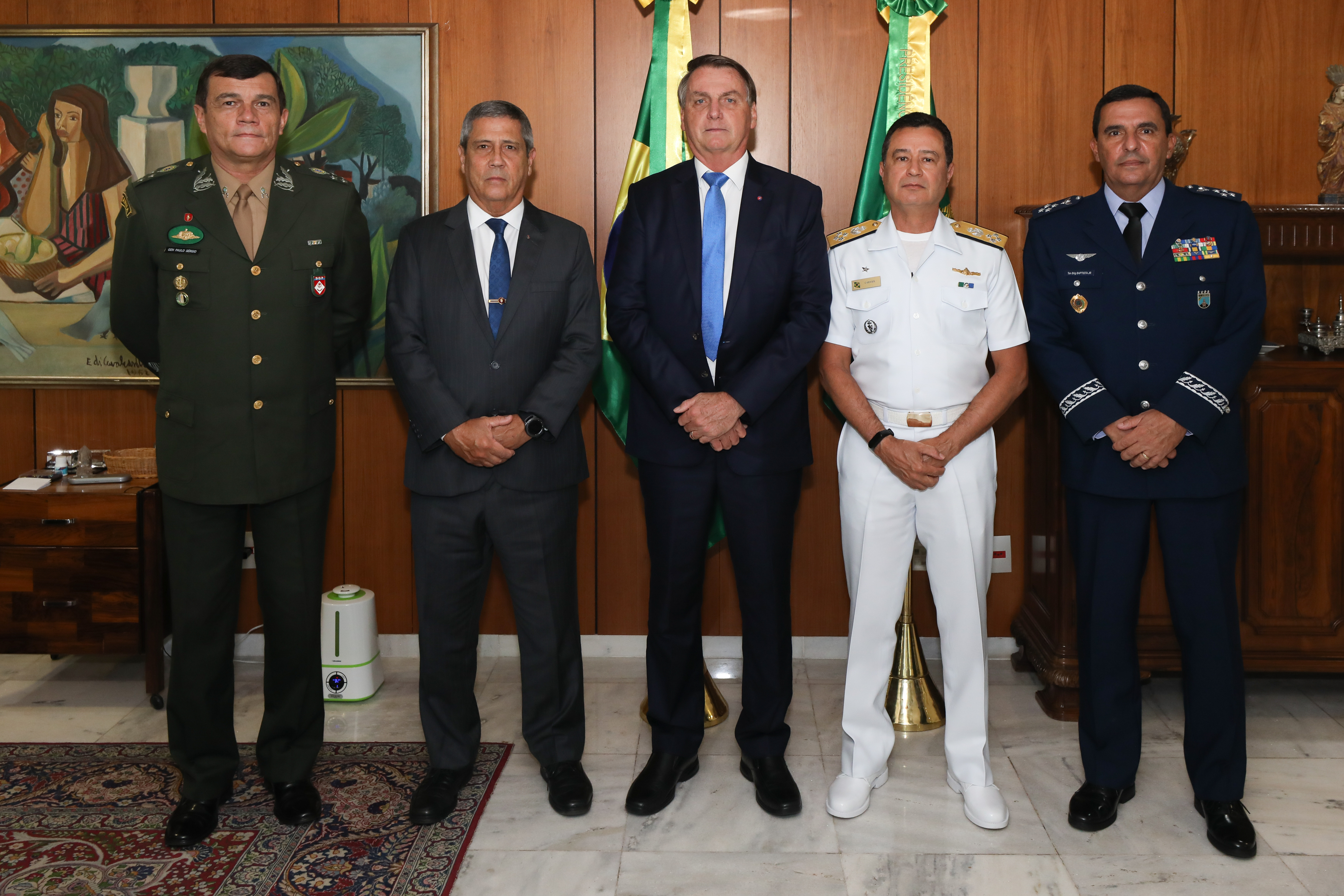
Bolsonaro com o novo ministro Braga Netto e os comandantes Paulo Sérgio, Carlos de Almeida Baptista e Almir Garnier Santos, em 31 de março

Em 30 de março, o Ministério da Defesa informou que os três comandantes das Forças Armadas deixaram seus cargos. No mesmo dia, Bolsonaro fez uma reforma ministerial no rescaldo da renúncia de Ernesto Araújo, ministro das Relações Exteriores. A renúncia coletiva marcou a primeira vez desde a redemocratização, em 1985, que os três comandantes das Forças Armadas renunciaram sem que houvesse uma troca de governo. Foi, ainda, a maior crise militar desde 1977, quando o presidente Ernesto Geisel demitiu Sylvio Frota do cargo de ministro da Defesa.
Em 31 de março, Bolsonaro nomeou os novos comandantes, escolhidos de acordo com os critérios de antiguidade, como forma de evitar a escalada da crise militar. Para o Exército, foi designado Paulo Sérgio, criticado pelo bolsonarismo e próximo a Pujol, enquanto Carlos de Almeida Baptista foi indicado para a Aeronáutica e Almir Garnier Santos para a Marinha. O general Paulo Sérgio, como pivô da demissão de Azevedo e Silva, não era a preferência de Bolsonaro para o comando do Exército, mas teve como um de seus fiadores o ex-comandante Villas Bôas, além de pesar favoravelmente seu perfil apaziguador.

## Repercussão

### Políticas e institucionais
A crise foi considerada uma tentativa de Bolsonaro de aumentar seu poder sobre as Forças Armadas. No entanto, as ações das mais altas autoridades militares brasileiras revelaram a determinação das Forças Armadas de se manterem longe da política, demonstrando que "não aceitam o autoritarismo, os golpes e a violação da Constituição." Ainda assim, o episódio causou preocupações sobre o envolvimento dos militares na política e a possibilidade de um autogolpe por parte do presidente Bolsonaro. O vice-presidente Hamilton Mourão assegurou que a crise não geraria uma "ruptura institucional" pois as "Forças Armadas vão se pautar pela legalidade, sempre."
Na política, líderes da oposição demandaram o impeachment de Bolsonaro antes que seus "delírios autoritários e golpistas" se tornassem realidade. Entre os congressistas do "centrão", base de apoio ao presidente, criou-se um clima de apreensão, com a ideia de que era necessário manter a "vigilância." Na câmara alta do parlamento, senadores pediram que Braga Netto prestasse esclarecimentos "sobre um possível plano de golpe por parte do presidente da República." Candidatos à presidência para a eleição de 2022 assinaram o "Manifesto pela consciência democrática", cujo texto dizia que a democracia estava ameaçada e que deveria ser defendida.
O presidente do Senado, Rodrigo Pacheco, considerou que a troca de comandantes não constituía um "risco de radicalismo" ou "ameaça às instituições." Para Pacheco, "temos uma democracia consolidada e garantida, inclusive, pela maturidade das Forças, que compreendem o seu papel e entenderão que a política anda por si só." Com uma opinião semelhante, o presidente da Câmara dos Deputados, Arthur Lira, minimizou a hipótese de Bolsonaro estar se preparando para uma "aventura golpista", arguindo: "Não há risco para a democracia. Só se matarem todo mundo."
Em 30 de março, a jornalista Mônica Bergamo escreveu que "Bolsonaro quebra hierarquia para tentar autogolpe depois de levar país à anarquia", uma opinião que seria compartilhada por ministros do Supremo Tribunal Federal. Bergamo afirmou que os ministros acreditavam que o presidente estava gerando uma "confusão na área militar" e que, diante de uma crise mais aguda, poderia "apelar para o apoio de policiais militares nos estados."
O presidente Bolsonaro declarou que atuava "dentro da constituição" e que tinha limites para decretar um estado de exceção, afirmando: "Quando se fala em estado de sítio, eu não posso decretar. Quem decreta é o Parlamento. E mesmo estado de sitio, eu tenho limites, e é para uma situação complicada, de distúrbio… Eu jogo dentro da Constituição. Há algum tempo, algumas autoridades não estão jogando dentro da Constituição." No ano anterior, entretanto, disse que "quem quer dar o golpe jamais vai falar antes."

### Na imprensa e entre analistas
Na imprensa estrangeira, a Reuters classificou a crise como "tentativa sem precedentes [de um presidente] de se intrometer nas Forças Armadas", a National Public Radio relatou que era "a maior crise política a atingir os militares brasileiros em décadas [...] tudo isso enquanto o Brasil luta contra o pior aumento mundial de mortes por COVID-19", e a NBC News observou que as mudanças "causaram apreensão generalizada de um rearranjo militar para servir aos interesses políticos do presidente." O Clarín escreveu que Bolsonaro estava "encurralado pelo descontrole do coronavírus" e a CNN considerou que a mudança nas Forças Armadas tinha como meta "assegurar lealdade."
Discorrendo sobre a crise, o cientista político e professor Carlos Melo falou: "O impacto ainda teremos ao longo do tempo. Ficou claro que ele [Bolsonaro] não tinha sobre a Defesa a ascendência que pretendia ter e busca tê-la agora, de forma equivocada, sem compreender que as Forças Armadas são de estado, não de governo. Ele mexeu uma peça, o ministro Azevedo mexeu outra ao sair, e os comandantes entregaram seus cargos. Para medir o impacto, teremos de ver quem serão os substitutos."
Melo também avaliou a hipótese de decretação de Estado de Sítio, considerando-a um equívoco, pois: "A política de distanciamento social é de saúde pública. Estado de sítio é uma medida político-militar onde a ordem do estado está em profundo risco. Confundir essas duas coisas é de um equívoco enorme, atroz. O presidente criou essa confusão artificialmente para de alguma forma fazer valer sua visão de política de estado personalista."
O jornalista e ex-político Fernando Gabeira considerou que os acontecimentos representaram uma "vitória das Forças Armadas sobre Bolsonaro" e uma "tentativa de redimir a imagem do Exército", já que "um general da ativa participou dessa política da morte", havendo uma necessidade de "impedir que as Forças Armadas sejam associadas à morte de 310 mil pessoas."